# Corylus chinensis
Pour le « Noisetier de Chine » de la famille des Sapindaceae, voir Litchi.
Espèce
Statut de conservation UICN

 LC  : Préoccupation mineure
Le Noisetier de Chine (Corylus chinensis) est un arbre de la famille des Betulaceae. En 1998, cette espèce de noisetier a été évaluée en danger de disparition par l'UICN alors qu'elle n'était que vulnérable en 1997.

## Description
Les arbres de cette espèce peuvent atteindre 40 mètres. Leur écorce est brun-gris, et leurs feuilles, pouvant mesurer de 10 à 18 cm de long, sont alternées, simples, larges et ovales. Le noisetier de Chine produit des grappes de 4 à 6 fruits.

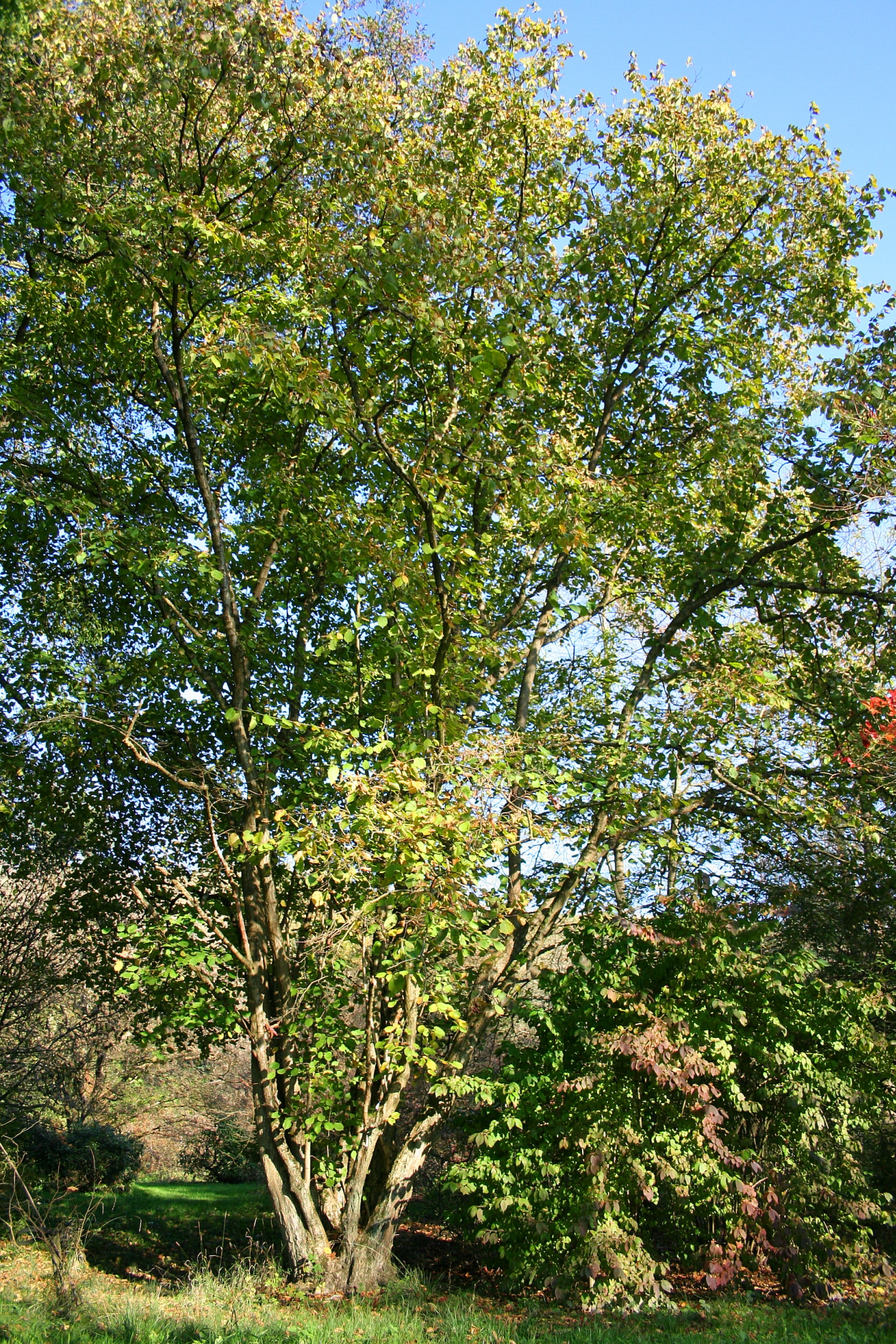
Aspect général
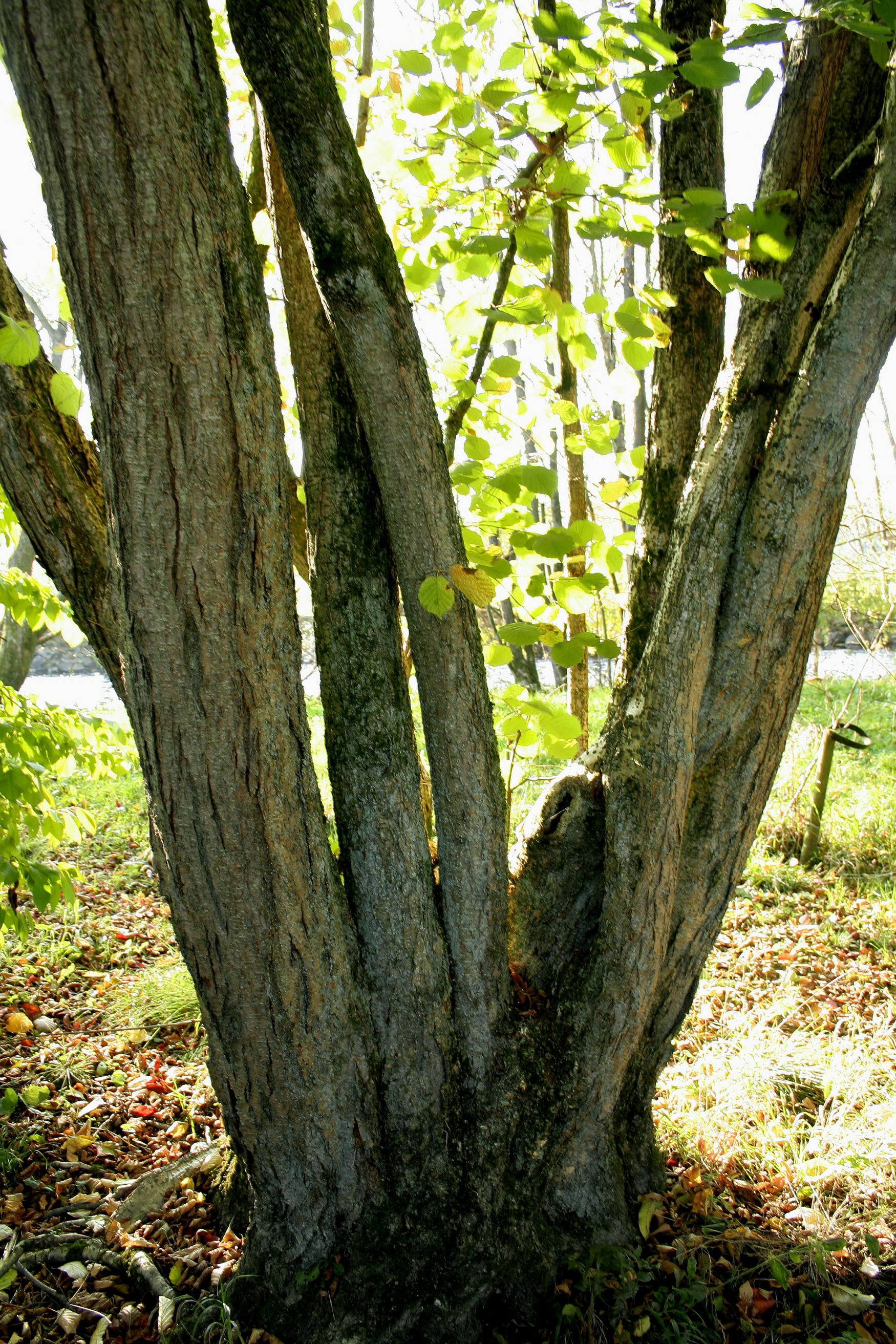
Tronc

## Classification
Cette espèce a été décrite pour la première fois en 1899 par le botaniste français Adrien René Franchet (1834-1900).

### Synonymes
- Corylus chinensis var. macrocarpa Hu[4][5]
- Corylus colurna var. chinensis (Franchet) Burkill[4][5]
- Corylus papyracea Hickel[4][5]